# Wilfrid Schreiber

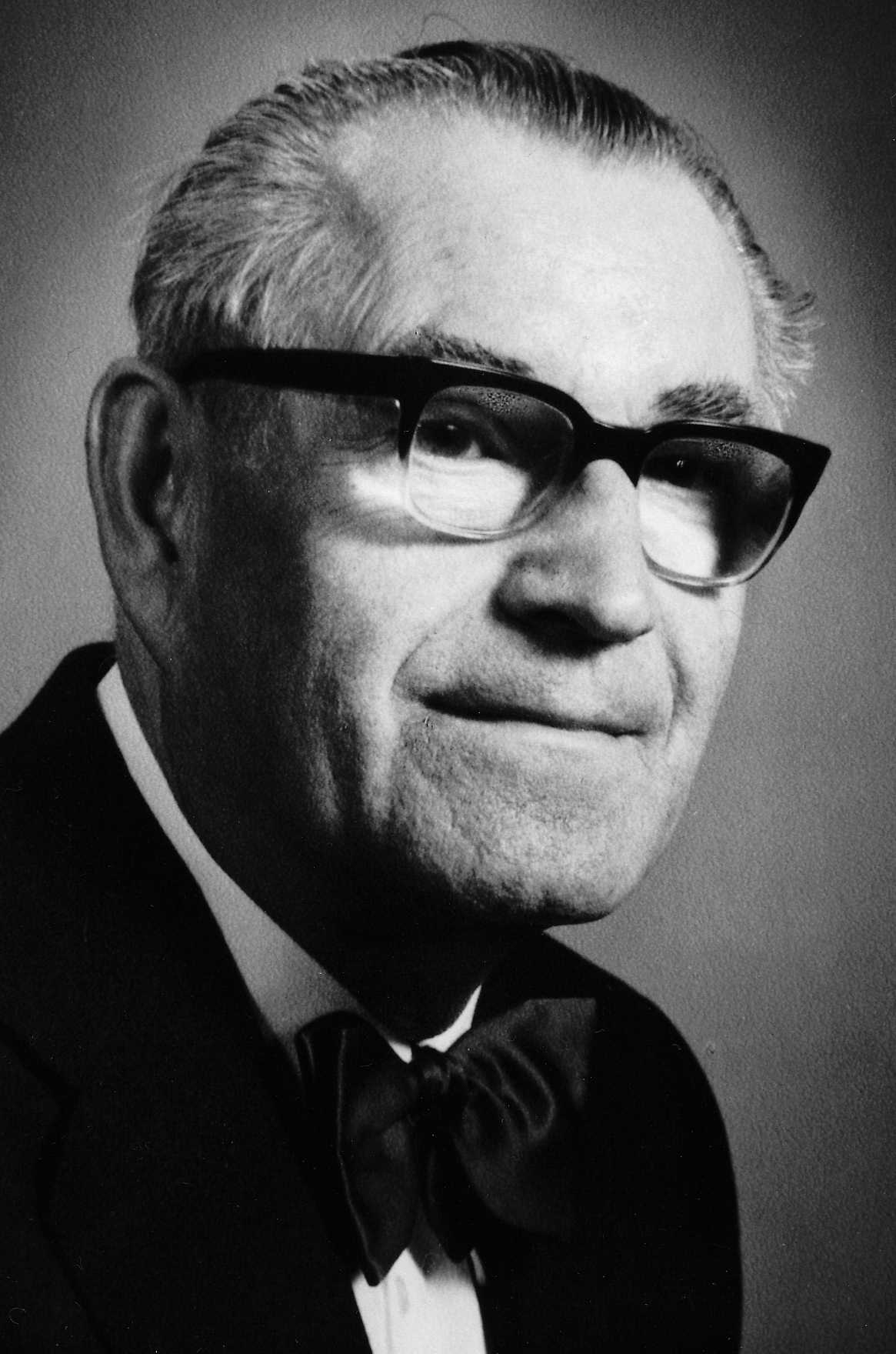
Wilfrid Schreiber – Bild: BKU

Wilfrid Schreiber (* 17. September 1904 in Brüssel; † 23. Juni 1975 in Köln) war ein deutscher Wirtschaftstheoretiker.
Er gilt als „Vater der dynamischen Rente“. Er entwickelte 1954 im Auftrag des Bundes Katholischer Unternehmer (BKU) einen Entwurf zur Reform der Gesetzlichen Rentenversicherung in der Bundesrepublik Deutschland, der 1957 (in wesentlich abgewandelter Form) dem Bundestag als sogenannter Generationenvertrag zum Beschluss vorgelegt wurde. Hauptmerkmale dieses Systems sind das Umlageverfahren und die automatische Koppelung der Rentenhöhe an das Niveau der Arbeitseinkommen. Auf die Unterschiede zwischen der beschlossenen Reform und dem Konzept von Schreiber wird im Abschnitt „Generationenvertrag“ eingegangen.

## Leben
Wilfrid Schreiber studierte zunächst Geistes- und Naturwissenschaften in Köln, Bonn, Aachen und München und betätigte sich ab 1927 als Schriftsteller, Journalist und Rundfunk-Programmgestalter. Schreiber ist vor allem durch seine wirtschafts- und sozialwissenschaftliche Kompetenz hervorgetreten. Winfried Schmähl zufolge war Schreiber seit 1933 Mitglied der NSDAP und SA und ein „hochrangiger Akteur im Propagandaapparat des Nationalsozialismus“. Dieser Teil seiner Biografie wurde lange in Veröffentlichungen von und über Schreiber verheimlicht und erst 2011 aufgedeckt. 1949 bis 1959 war er Geschäftsführer und wissenschaftlicher Berater des Bundes Katholischer Unternehmer. Als Privatdozent an der Universität Bonn lehrte er seit 1955 Wirtschaftstheorie, Sozialpolitik und Statistik. 1962 wurde er als Ordinarius auf den Lehrstuhl für Sozialpolitik an der Universität Köln berufen. Sein Institut entwickelte sich zur Hochburg in dieser Disziplin. Zu seinen Doktoranden zählt Guy Kirsch. Schreiber wurde 1972 emeritiert und starb 1975 in Köln.

## Die historische Situation
In den 1950er Jahren war eine grundlegende Wende in der deutschen Sozialpolitik notwendig geworden. Mit der Wirtschaft ging es sichtlich aufwärts. Ihr stetiges Wachstum bescherte einen bescheidenen Wohlstand für große Teile der Bevölkerung. Trotzdem gab es noch Armut und Bedürftigkeit in erschreckendem Ausmaß, vor allem als Nachwirkung des Zweiten Weltkrieges. 4,5 Millionen Kriegsopfer mussten versorgt werden. Zugleich wurde die junge Bundesrepublik mit einem starken Zustrom von Flüchtlingen und Zuwanderern konfrontiert. Außerdem konnte die Arbeitslosigkeit nur allmählich abgebaut werden. 1953 gab es immerhin noch 1,5 Millionen Erwerbslose. Die Kriegsgefallenen hatten Witwen und Waisen hinterlassen und fielen als Beitragszahler der Sozialversicherungen aus. Private Spar- und Versicherungsguthaben waren durch die Währungsreform von 1948 im Verhältnis 10:1 entwertet worden. Auch die Kapitaldecke der gesetzlichen Rentenversicherung war dadurch weitgehend vernichtet worden – zum zweiten Mal seit der Geldentwertung durch die Hyperinflation in der Weimarer Republik. Die gesetzlichen Renten – kaum mehr als Taschengelder – mussten durch staatliche Zuschüsse aufrechterhalten werden. In dieser Situation bedeutete Rentenreform komplette Erneuerung, bei der alle Rechnungsgrundlagen verändert werden mussten. Auf Anraten Schreibers wurde in der bundesdeutschen Rentenpolitik ein bedeutender Schritt vollzogen: Der Abschied vom bestehenden Kapitaldeckungsverfahren. Neben der Einführung der dynamischen Umlagefinanzierung wurde ein Anstieg der Renten um durchschnittlich 65 Prozent vollzogen.

## Der „Generationenvertrag“
Der Schreiber-Plan wurde 1955 als „Vorschlag zur Sozialreform“ vom Bund Katholischer Unternehmer unter dem Titel „Existenzsicherheit in der industriellen Gesellschaft“ herausgegeben. Darin ist die Idee des Generationenvertrages enthalten. Schreiber nimmt Bezug auf die Mackenroth-These, der zufolge sämtliche Sozialausgaben nicht durch Rücklagen, sondern nur durch laufende Einnahmen finanziert werden können. In diesem Sinne hielt Schreiber den Altersverbrauch einer kapitalgedeckten Rücklage für ein „Zehren von der Substanz“, die sich zwar ein vermögender Privatmann, nie aber eine dynamische, generationenübergreifende Volkswirtschaft leisten könne.
In der wirtschaftswissenschaftlichen Literatur wird meist darauf verwiesen, dass die Kapitaldeckung der bismarckschen Rentenversicherung durch Hyperinflation und Währungsreform vernichtet worden war. Schreibers These ging allerdings noch weit darüber hinaus. Schreiber hielt bereits die theoretische Möglichkeit einer hinreichenden, gesamtwirtschaftlichen Kapitaldeckung für Illusion. Die Vorstellung, privatwirtschaftliche Versicherungsmethoden in volkswirtschaftlichen Größenordnungen auf die gesetzliche Rentenversicherung anwenden zu können, betrachtete er als Irrtum. „Es fehlt offenbar gerade einem großen Kreis unserer Sachverständigen die Vorstellungskraft, sich von dem privatwirtschaftlichen Vorbild zu lösen“, so Schreiber und erklärte, „dass das versicherungsmathematische Deckungskapital eigentlich seit Bestehen der Sozialversicherung, spätestens aber seit 1918 immer nur frommer Wunsch gewesen und geblieben ist“ (S. 17). Aus diesem Grund schlug Schreiber eine komplette Neuorientierung der gesetzlichen Rentenversicherung vor, indem des Kapitaldeckungsprinzips zugunsten eines neuartigen Umlage-Verfahrens preisgegeben werden sollte. (S. 19).
Er verfolgte das Ziel, Zurechnungsregeln für die Verteilung des Arbeitseinkommens Erwerbstätiger einzuführen mit der Absicht, die individuellen Konsummöglichkeiten angemessen auf die drei Lebensphasen Kindheit und Jugend, Erwerbsphase und Alter aufzuteilen. Aus der Gesamtheit der Arbeitseinkommen wird sowohl dem Kinde und Jugendlichen (vor Erreichung des 20. Lebensjahrs) wie dem Alten (nach Vollendung des 65. Lebensjahrs) ein maßgerechter Anteil zugesichert (S. 24). In der katholischen Soziallehre gegründet transformierte er damit das Modell der familiären Solidarität aus der vorindustriellen Gesellschaft, bei dem die Eltern die Kinder großzogen und dadurch den selbstverständlichen Anspruch erwarben, in ihrem Alter von den Kindern unterhalten zu werden (S. 33), auf die Bedingungen der industriellen Gesellschaft. Auch Kinderlose sollen Rentenansprüche gegenüber der nachfolgenden Generation erwerben und sich im Gegenzug angemessen an den Kinderkosten beteiligen. Nur mit Einführung sowohl der dynamischen Altersrente als auch der dynamischen Kindheits- und Jugendrente könne das Problem der Repartierung des Lebenseinkommens auch auf die „unproduktiven“ Lebensphasen Alter und Kindheit vollständig gelöst werden. (S. 33)
Der Plan Schreibers wurde durch die Rentenreform unter Adenauer 1957 nur zum Teil verwirklicht. Lediglich die jeweils erwerbstätige Arbeitnehmer-Generation wurde dazu verpflichtet, für die Rentner-Generation aufzukommen, ohne dass eine vergleichbare Verpflichtung geschaffen wurde, für die Kindergeneration zu sorgen. Während dadurch die Finanzierung der Renten vergesellschaftet wurde, blieb die finanzielle Last der Kindererziehung in der Familie bei den Eltern. Da der Rentenanspruch nicht an die Erziehungsleistung, sondern an Erwerbstätigkeit gebunden wurde, können Mütter oder Väter, die wegen der Kindererziehung nicht oder nur in geringerem Umfang erwerbstätig sind, nicht in der gleichen Höhe Rentenanwartschaften erwerben wie voll Erwerbstätige. Die Juristin Eva Marie von Münch kritisiert: Die Alterslast wurde kollektiviert, die Kinderlast blieb Privatsache. Mit dieser Konstruktion bestraft das geltende Rentenrecht die Familie und innerhalb der Familie ganz besonders die nicht oder nicht voll berufstätige Mutter.
Auch die Forderung Schreibers, Rentenversicherungsbeiträge auch aus dem Einkommen aus selbständiger Tätigkeit zu erheben, wurde im Rentenversicherungsrecht nicht verwirklicht.

## Umlageverfahren
Hauptargument für Schreibers Umlageverfahren ist die proportionale Angleichung des Rentenniveaus an die wirtschaftliche Entwicklung der Arbeitseinkommen. Die soziale Sicherheit der dynamischen Rentenversicherung basiert auf der Teilhabe an der allgemeinen Wirtschaftsleistung der Gegenwart und folgt damit der gesellschaftlichen Wohlstandsentwicklung. Private Rücklagen hingegen betrachtete Schreiber als in der Vergangenheit angespartes Vermögen, welches sich durch Altersverzehr stetig verringert:
Um einer möglichst weiten Risikostreuung willen strebte Schreiber eine Renten-Ordnung an, die „nahezu das ganze Volk umfasst“. Er empfahl daher die Auflösung der bisher selbstständigen Versicherungsträger der Invaliden-, Angestellten- und Knappschafts-Rentenversicherung und ihr Aufgehen in einer einheitlichen „Rentenkasse des deutschen Volkes“. Für Schreiber war eine einheitliche, gesetzliche Pflichtversicherung den spezifischen Einzelversicherungen in doppelter Weise überlegen. Zum einen durch ihr gesamtwirtschaftliches Fundament, zum anderen dadurch, dass (unter Normalverhältnissen) keine Schrumpfung ihres Mitgliederbestandes zu befürchten ist, so dass die „Bildung von Deckungsreserven“ gänzlich überflüssig ist.
In der Stabilität von Umlageverfahren gegenüber Geldwertschwankungen sah Schreiber einen weiteren Vorteil. Während sich der Geldwert der Kapitalrücklage einer privaten Versicherung bereits bei geringster Inflation verkleinert und dies durch Zuwächse wettgemacht werden müsse, bleibe das Umlageverfahren davon völlig unbeeindruckt. Bei der dynamischen Umlagefinanzierung würden schließlich keine Geldwerte, sondern zukünftige Versorgungsansprüche erworben. Aus diesem Grund sei die gesetzliche Rentenversicherung resistent gegenüber möglichen Geldabwertungen – ein Argument, das in den fünfziger Jahren als besonders wichtig angesehen wurde. Inflation und Währungszusammenbruch gehörten schließlich zum erlebten politischen Bewusstsein.
Schreiber sah das Kapitaldeckungsverfahren als eine betriebswirtschaftliche Methode an, welche für die private Versicherungswirtschaft richtig ist, sich in der gesamtwirtschaftlichen Betrachtungsweise jedoch als falsch herausstellt. Im Gegensatz zur Privatwirtschaft sei bei einer öffentlich-rechtlichen Rentenanstalt, die nahezu das ganze Volk umfasst, keine Kapitaldeckung notwendig. „Man befreie die deutsche Sozialversicherung von den Katastrophenlasten […] aber ganz besonders von der irrigen Zwangsvorstellung, Deckungsreserven bilden zu müssen.“

## Der „Schreiber-Plan“

### Versicherungspflicht auch für Selbstständige und Besserverdienende
Nach dem Schreiber-Plan sollte die „Gesamtheit aller Arbeitstätigen“ einbezogen werden, auch die „selbstständigen Arbeitstätigen“, wobei die Einkommensgrenze der Versicherungspflicht aufgehoben werden sollte. Die gesetzliche Rentenversicherung sollte damit auf ein möglichst großes Fundament gestellt werden, „um die Stetigkeit ihrer Rechnungsgrundlagen über alle möglichen Strukturveränderungen der Wirtschaftsgesellschaft und ihrer Zusammensetzung nach Beruf und Erwerbsart“ (S. 32) sicherzustellen.
„Vollmitglied der Rentenkasse des deutschen Volkes ist kraft Gesetzes jeder Bürger der Deutschen Bundesrepublik, der – als Arbeitnehmer oder Selbständiger – Arbeitseinkommen erzielt. (…) Empfänger höherer Einkommen verbleiben demnach dennoch Zwangsmitglieder, doch wird als Arbeitseinkommen in diesen Fällen nur das vierfache des jeweiligen durchschnittlichen Arbeitseinkommen zugrunde gelegt. (Ähnlich wie schon heute bei den Berufsgenossenschaften.)“ (S. 29)

### Keine staatliche Zuschüsse
Ganz im Gegensatz zur heutigen politischen Praxis ist Schreibers Umlageverfahren vom Grundsatz her so ausgelegt, dass auf staatliche Zuschüsse komplett verzichtet werden kann. Schreiber forderte sogar die „radikale Unterdrückung von Staatszuschüssen zur Sozialversicherung“ (S. 14).
Es ist der Rentenkasse grundsätzlich untersagt, irgendwelche Vermögenswerte, seien es Zuschüsse oder Zuwendungen von juristischen oder natürlichen Personen oder Stiftungen entgegenzunehmen oder zu verwalten. (S. 29)
Als Grund dafür nannte er:
Es ist ersichtlich sinnlos, dem Steuerzahler zunächst Einkommensteile in Form von Steuern abzunehmen und sie ihm dann mit der Geste des Wohltäters zurückzugeben. Machen wir Schluß mit diesem Gaukelspiel, das nur der falschen Optik der Staatsomnipotenz Vorschub leistet. Der Staat verlangt von uns Unternehmern mit Recht Bilanzklarheit und Wahrhaftigkeit. Wir verlangen mit demselben Recht Klarheit und Wahrhaftigkeit der volkswirtschaftlichen Gesamtrechnung. (S. 14)
Zum Arbeitgeberbeitrag sagte er:
Der Arbeitgeberanteil an der Rentenversicherung war im Jahr seiner Einführung ein wirkliches Opfer der Arbeitgeber, das heißt er ging zulasten des Unternehmerertrages. Aber in den darauffolgenden Jahren verringerte sich die Last und verschwand endlich ganz. Es unterblieben einfach oder verlangsamten sich die üblicherweise – nach Produktivitätsfortschritt – fälligen Erhöhungen des Nominallohns. Der Prozess der dynamischen Lohnerhöhung im Gleichschritt mit der Zunahme der gesamtwirtschaftlichen Produktivität setzte erst dann wieder ein, nachdem die >Vorleistung< des Arbeitgeberbeitrages zu den Sozialversicherungen >verkraftet< war. Heute bezweifelt niemand mehr, dass die Arbeitgeberbeiträge zu den Sozialversicherungen echte Lohnbestandteile sind. (S. 12)

### Die Kindheits- und Jugendrente
Der Schreiber-Plan beruhte auf einem „Drei-Generationenmodell“ mit drei definierten Lebensphasen:
- Kindheit und Jugend
- Arbeitsalter
- Lebensabend

Schreiber ging davon aus, dass ein umlagefinanziertes Rentensystem nur ungestört funktionieren kann, wenn ein ausgewogenes Verhältnis der Generationen vorhanden bleibt. Darunter verstand er nicht, dass die Demographie gleich bleiben muss: „Etwaige Rentenverschlechterung durch ‚Überalterung‘ unseres Volkes und durch die höhere Lebenserwartung der Rentner würde binnen kürzester Zeit durch die mit Sicherheit zu erwartenden Aufwärtsentwicklung der Arbeitseinkommen überkompensiert.“ (Schreiber, S. 31, als spezielles Beispiel führte er die kriegsbedingte Demographiestörung an.). Die Erwerbsfähigen müssten daher nicht nur in die Rentenkassen einzahlen, sondern auch Kinder großziehen, um die Versorgung künftiger Rentner durch eine hinreichende Anzahl von Beitragszahlern zu gewährleisten.
Um die familiäre Leistung der Kindererziehung zu honorieren, schlug Schreiber eine zusätzliche „Kindheits- und Jugendrente“ vor, und zwar mit Staffelung der Rückerstattungsquoten nach Familienstand als „bewußtes Element der Bevölkerungspolitik“ (S. 35). Die „Institutionen der Altersrente und des Kindergeldes“ gehörten mit Notwendigkeit zusammen und müssten als Einheit gesehen werden, „weil beiden der gleiche und einheitliche Tatbestand und dasselbe Problem zugrunde liegen.“ (S. 37)
Erziehungsleistungen waren für Schreiber also ebenso Vorbedingung für die Beanspruchung einer späteren Altersrente wie das Einzahlen der Beiträge:
„Wer kinderlos oder kinderarm ins Rentenalter geht und, mit dem Pathos des Selbstgerechten, für gleiche Beitragsleistungen gleiche Rente verlangt und erhält, zehrt im Grunde parasitär an der Mehrleistung der Kinderreichen, die seine Minderleistung kompensiert haben. Es gibt allen Spöttern zum Trotz ein gesellschaftliches ‚Soll‘ der Kinderzahl, eben jene 1,2 Kinder, die jeder Einzelmensch haben muß, damit die Gesellschaft am Leben bleibt und auch für den Unterhalt ihrer Alten aufkommen kann.“ (S. 37)
Das Konzept der Kindheits- und Jugendrente wurde allerdings von Konrad Adenauer abgelehnt. „Kinder kriegen die Leute sowieso“, soll der damalige Bundeskanzler erklärt haben. Offenbar verfolgte Adenauer andere Pläne zur Familienförderung. Er hatte bereits 1953 mit Franz-Josef Wuermeling einen Familienminister eingesetzt – und ab 1955 gab es Kindergeld – allerdings unabhängig von der gesetzlichen Rentenversicherung. Während das Kindergeld ein gleicher pauschaler Beitrag für alle Kinder ist, wäre die Kinderrente in Abhängigkeit vom Einkommen des Vaters ausgezahlt worden: Gutverdienende Väter hätten mehr Kinderrente für ihre Kinder bezogen, schlechtverdienende weniger (6–8 % vom Einkommen).

### Doppelter Erstattungsfaktor für Kinderlose ab 35
Kinderlose Werktätige ab 35 sollten unmissverständlich mit einem „doppelten Erstattungsfaktor“ an den Kinderkosten beteiligt werden. (Gemeint ist der Faktor zur Erstattung der Kindheits- und Jugendrente, welche allerdings nicht eingeführt wurde.) Schreiber stellt klar, dass darin keine Benachteiligung oder gar Bestrafung von Kinderlosen zu sehen ist:
„Dem unverheirateten 35jährigen wird die doppelte Erstattungsquote aufgebürdet (gegenüber dem Ehepaar mit zwei Kindern), nicht um ihn für seine ‚Ehelosigkeit‘ zu bestrafen – eine sittliche Wertung seines Verhaltens ist nicht Sache dieser Abhandlung, die sich an rein wirtschaftliche Gegebenheiten hält. Die Doppelung seines Erstattungsfaktors ist nur die sehr milde Kompensation dafür, daß er nichts unternimmt, um sein gesellschaftliches Nachwuchs-Soll zu erfüllen, dabei aber obendrein sein Individualeinkommen für sich allein verbrauchen kann, während der Ehemann im erstrebten Regelfall es mit seiner Gattin teilen muß. Diese Doppelung ist auch in den Fällen gerecht, in denen aus biologischen Gründen eine Verheiratung unmöglich oder unerwünscht ist. Es wird ja keine Gesinnung belohnt oder bestraft, es werden nur Folgerungen aus objektiven wirtschaftlichen Tatsachen gezogen. Ob einer ehelos bleiben will und wieviel Kinder er haben will, sei eine eigene, höchst individuelle Entscheidung, in die ihm kein Staat dreinreden soll.“ (S. 37f)

### Höhe des Rentenniveaus
Schreiber hielt damals ein Rentenniveau von 50 % des Bruttoeinkommens für angemessen: „Etwaige Rentenverschlechterung durch ‚Überalterung‘ unseres Volkes und durch die höhere Lebenserwartung der Rentner würde binnen kürzester Zeit durch die mit Sicherheit zu erwartenden Aufwärtsentwicklung der Arbeitseinkommen überkompensiert.“ (S. 31 – gemeint ist mit der Aufwärtsentwicklung der Arbeitseinkommen die steigende Produktivität.). Dabei ging er 1955 davon aus, dass eine Summe der Rentenbeiträge von Arbeitgeber und Arbeitnehmer von 22 % annehmbar sein sollte (S. 43). Mit Gerechtigkeit begründete Schreiber, dass die Rentenhöhe konstant bleiben sollte – aber nicht bleiben muss. Bei einer Beitragshöhe von 22 % und der damaligen Demographie schätzte Schreiber die Rentenhöhe auf 50 % des Arbeitseinkommens. Schreiber war der Meinung, dass eine Rente von 50 % des Arbeitseinkommens zwar knapp ist, aber ausreicht, besonders da betriebliche Altersrenten dazu kommen (S. 45). Adenauer setzte die Rentenhöhe 70 % des Bruttoeinkommens fest. (Die Gewerkschaften forderten 75 %, andere Gutachter 60 % vgl. S. 43f). Um in einzelnen Wirtschaftszweigen den Lebensstandard der Beschäftigten nicht zu senken, schrieb Schreiber: „wobei wir je nach Wirtschaftszweig Lohnkorrekturen bis zu vier Prozent nach oben für unvermeidbar halten.“ (S. 43).
Das Vorhandensein unterschiedlicher Meinungen verschiedener Gruppen (Gewerkschaften 75 %, Adenauer 70 %, einige Gutachter 60 %, Schreiber 50 %) zeigt, dass es keine wissenschaftlich begründbare Meinung für eine bestimmte Rentenhöhe geben kann. Deswegen darf auch im Laufe der Zeit wegen der steigenden Produktivität die Rentenhöhe steigen.
Wie unterschiedlich Rentensysteme finanzierbar sind, zeigt, dass 70 % umlagefinanzierte Rente und betrieblichen Zusatzrente von 10 % (also insgesamt 80 %) finanzierbar sind – wenn auch die Zahl der Rentenbezieher mit solcher Rentenhöhe nicht sehr groß ist. Zur Höhe einer betrieblichen Zusatzrente hat Schreiber nichts gesagt, aber die Gesamtrente von 80 % konnte sich beispielsweise auch aus Schreibers 50 % und 30 % Zusatzrente zusammensetzen. Durch die Art der Finanzierung tritt weder für Rentner, Beschäftigte noch Arbeitgeber eine wesentliche Änderung ein: statt viel Geld in die betriebliche Rentenkasse einzuzahlen, wäre ein größerer Teil in das Umlageverfahren einzuzahlen gewesen.
Der statistische Anstieg der Lebenserwartung allein stellte sich für Schreiber nur als ein verhältnismäßig geringfügiges Problem dar. Als problematischer erschienen ihn die kriegsbedingten Unterbrechungen in der Generationenfolge, oder ein möglicher zukünftiger Bevölkerungsrückgang: „Die Rechnungsgrundlagen für die Altersrente zeigen eindeutig, dass die Rentenversorgung der Alten und Nicht-mehr-Arbeitsfähigen immer problematischer wird, wenn sich der Baum der Bevölkerung nicht ständig von unten her ergänzt.“ (S. 36) Über die notwendige Höhe dieser Ergänzung traf er jedoch keine Aussage, da er ja von einem kontinuierlichen Wachstum der Produktivität ausging, das einen positiven und ebenfalls nicht im Vorhinein zu beziffernden Einfluss auf die Einnahmen haben würde.
Eine Entwicklung, die Schreiber nicht hatte absehen können, ist die Senkung der Jahresarbeitszeit. Um 1960 (also zu Schreibers Zeiten) lag die jährliche Arbeitszeit bei 2163 Stunden, bis 2004 sank sie auf 1445 Stunden (durchschnittliche Arbeitszeit der Beschäftigten, die durchschnittliche Arbeitszeit der Erwerbspersonen ist sogar von 2135 Stunden auf 1276 Stunden gefallen). Die Änderung der Demographie war geringer als die Änderung der Arbeitszeit, so dass der Arbeitszeitanteil in Stunden zur Finanzierung der Rente absolut gesunken ist (allerdings relativ gestiegen ist = steigende Rentenbeiträge). Die Änderung der Demographie in den letzten 40 Jahren war größer als die in Zukunft zu erwartende Demographieänderung.
So hatte Schreiber keinen Grund zu Besorgnis. Damals begann sogar ein Geburtenüberschuss. Zudem konnte Schreiber zuversichtlich der bereits absehbaren Wohlstandsentwicklung des Wirtschaftswunders entgegensehen. Selbst wenn auf den Ausgleich demographischer Schwankungen verzichtet würde, stünde sich der Rentner nach der Rentenreform immer noch besser als vorher. Etwaige Rentenverschlechterung durch „Überalterung“ unseres Volkes und durch die höhere Lebenserwartung der Rentner würde binnen kürzester Zeit durch die mit Sicherheit zu erwartenden Aufwärtsentwicklung der Arbeitseinkommen überkompensiert. (S. 31) Schreiber hatte daher allem Grund zum Optimismus: Seine „dynamische Rente“ war schließlich auf den „Gleichlauf von Renten und Lebensstandard“ angelegt. Die Altersrenten folgten also „ohne Verzug jeder Steigerung des allgemeinen Lebensstandards“ (S. 31) „Mögen 50 % des Arbeitseinkommens als Rente heute noch knapp erschienen“, so Schreiber, „in naher Zukunft wird dieser Satz durchaus annehmbar sein.“ (S. 45)
Entgegen Schreibers Empfehlungen setzte Bundeskanzler Adenauer ein Brutto-Rentenniveau von 70 % fest Die Erhöhung war offenkundig strategisch motiviert. Die Gewerkschaften und die SPD hatten schließlich 75 % gefordert. Bei den anstehenden Bundestagswahlen von 1957 wären die von Schreiber vorgesehenen 50 % also vergleichsweise unattraktiv gewesen. Gegen die Adenauersche Festsetzung standen Bedenken, die einige Wissenschaftler äußerten. Einige wurden dabei in Form mathematischer Bedenken ausgedrückt. Dass diese Bedenken unbegründet waren, hat die jahrelange Praxis gezeigt. Erst in den letzten Jahren wurden Schreibers Prinzipien nicht mehr eingehalten, so dass die Rentenversicherung heute mit Finanzierungsproblemen kämpft.

### Keine versicherungsfremden Leistungen
Im Schreiber-Plan hatte die gesetzliche Rentenversicherung lediglich die Aufgabe, die Rentenbeiträge ohne Umweg an die Anspruchsberechtigten weiterzuleiten. Darüber hinaus hatte sie keine fürsorglichen Verpflichtungen. Auch „Katastrophenlasten, die ihr in durchaus unlogischer Weise aufgebürdet“ worden seien, müssten „gerechtermaßen vom ganzen Volk – das heißt aus Steuermitteln – getragen werden.“ (S. 21)

### Verlängerung der Lebensarbeitszeiten
Die Problematik einer „Rentenverschlechterung durch Überalterung“ hatte Schreiber bereits vorhergesehen. Schließlich war der statistische Anstieg der Lebenserwartung bereits in den fünfziger Jahren bekannt:
„Die relative Zunahme der Rentner in den Jahren 1965–1980 ist mitverursacht durch die Tatsache der – dank des Fortschritts, der Hygiene und Medizin – wachsenden Lebenserwartung aller Menschen. Wenn die Menschen länger leben, ist es durchaus zumutbar und vernünftig, die Dauer ihres Arbeitslebens (heute: 65 Jahre) ein wenig heraufzusetzen. - Eine Heraufsetzung des gesetzlichen Rentenalters um nur zwei Jahre dürfte nach überschlägiger Schätzung auch in den kritischen Jahren nach 1965 ausreichen, um zu bewirken, dass die durch Umlage aufgebrachten Renten in ihrem Realwert nicht sinken.“ (S. 19)

### Grundsätzlich keine Frühverrentung – auch nicht für Invalide
„Scheidet ein Vollmitglied vor Erreichung des Rentenalters freiwillig aus dem Erwerbsleben aus, so wird sein Rente gleichwohl erst nach Erreichung des Rentenalters fällig. Dasselbe gilt für Vollmitglieder, die durch Krankheit oder Unfall arbeitsunfähig werden. Ihr Existenzrisiko wird nicht durch die Rentenkasse, sondern durch eine der unabhängig von dieser einzurichtenden Volks-Risiken-Versicherungen (Solidargemeinschaften) gedeckt.“ (S. 28)
„Ein wichtiges arbeitspolitisches Anliegen ist es, den psychologisch bedingten Sog der Frühinvalidität spürbar abzubremsen. Die Frühinvalidität ist die relativ schwerste Belastung der heutigen Rentenversicherung. (…) Erweist sich Rehabilitation als nicht möglich, so muss der Betroffene sein frühzeitiges Ausscheiden aus Arbeitsleben als ein hartes persönliches Schicksal hinnehmen und sich mit einer Rente begnügen, die nur knapp das Existenzminimum deckt. Für das Fehlende muss Familienhilfe einspringen – äußerstenfalls die öffentliche Fürsorge. Es kann nicht die Aufgabe einer Solidargemeinschaft sein, dem – wenn auch schuldlos – leistungsunfähig gewordenen Mitglied relativ bessere Lebensbedingungen zu verschaffen, als sie der Arbeitstätige sich kraft eigener Leistung verschafft.“ (S. 45)

### Zusätzliche private Altersvorsorge
Schreiber war, trotz des Plädoyers für die gesetzliche Rentenversicherung, kein Gegner der privaten Altersvorsorge. Ganz im Gegenteil:
„Es wäre schlechte Sozialpolitik, wenn die Zwangsbeiträge zur sozialen Sicherheit so hoch bemessen werden, dass einerseits die zu erwartende Altersrente jede persönliche Eigentumsvorsorge überflüssig erscheinen lässt und andererseits das Nettoeinkommen während des Arbeitsalters so stark beschneidet, dass für die persönliche Vermögensbildung keine Mark mehr übrigbleibt. Noch ist die persönliche Vermögensbildung so rentabel, dass sie als Ergänzung zur Altersrente aus Solidarvertrag jedem Arbeitnehmer guten Herzens empfohlen werden kann. Vorsorge durch persönliche Eigentumsbildung und Altersrente aus Solidarvertrag stehen als gleichrangige Möglichkeiten nebeneinander. Die eine soll die andere ergänzen.“ (S. 44f)

## Probleme und Einflussfaktoren der heutigen Rentenversicherung
Schreibers Vorschläge zur Rentenreform sind auch heute noch aktuell. Die Fehlentwicklungen der gegenwärtigen Rentenversicherung hatte er vorhergesehen. Die „dynamische Umlagefinanzierung“ ist ein Rentensystem, welches politischen Einflüssen unterliegt. Deshalb ist die gegenwärtige Rentenversicherung – entgegen Schreibers ursprünglich selbsttragender Konstruktion – weitgehend auf staatliche Zuschüsse angewiesen.
Das drängendste und relativ schwerwiegendste Problem der heutigen Rentenversicherung ist nach Expertenmeinung die zu niedrige Erwerbsquote. Dabei macht sich vor allem die anhaltende Massenarbeitslosigkeit durch schwindende und fehlende Beitragsleistungen bemerkbar, während auf der Ausgabenseite der Trend zur Frühverrentung deutlich zu Buche schlägt. Hinzu kommen der späte Berufseinstieg, die zunehmend unsteten Erwerbsbiographien, die sinkende Lohnquote, die Überfrachtung mit versicherungsfremden Leistungen und die immer noch nahezu unbeantwortet gebliebenen Fragen der steigenden Lebenserwartung und des demographischen Wandels, die Schreiber mit erstaunlicher Klarheit vorhergesehen hat.
Schreiber setzte aus diesem Grund die Erhöhung des Renteneintrittsalters um zwei Jahre bereits für die Mitte der sechziger Jahre an. Heute – mehr als 40 Jahre später – konnte sich die praktische Politik immer noch zu keinem richtungsweisenden Entschluss dieser Art durchringen. Im Gegenteil: Anstatt die Lebensarbeitszeiten an die längere Lebenserwartung anzupassen, wurde das faktische Renteneintrittsalter in der Vergangenheit sogar um knapp fünf Jahre abgesenkt und liegt heute im Durchschnitt bei 60 Jahren. Auf diese Weise gerieten die Proportionen der gesetzlichen Rentenversicherung in zweifacher Weise aus dem Gleichgewicht. Zum einen stieg die Anzahl der Rentner um fünf Jahrgänge an, zum anderen wurde die Anzahl der potenziellen Beitragszahler um jene fünf Jahrgänge verkleinert. Das entstehende Missverhältnis hat zu solchen Problemen geführt, dass die umlagefinanzierte Alterssicherung als solche in die Kritik geraten ist. Eine Lösung dieser Probleme ist nicht so leicht zu haben: Schreibers Vorschlag, das Renteneintrittsalter bei zunehmender Lebenserwartung auf 67 Jahre zu erhöhen, wurde inzwischen zwar umgesetzt, ist aber nach wie vor in der Diskussion. Die formale Erhöhung der Altersgrenze bringt ohnehin wenig, wenn Industriebetriebe für Menschen über 60 kaum Arbeitsplätze zur Verfügung stellen. Seine Empfehlung, die Auszahlung der Renten überhaupt erst mit dem Erreichen des gesetzlichen Renteneintrittsalters zu beginnen, dürfte heutzutage hingegen kaum noch durchzusetzen sein.

## Kritik
Wirtschaftsminister Ludwig Erhard und Finanzminister Fritz Schäffer stimmten 1957 gegen die von Adenauer vorgeschlagene Rentenreform. Auch die FDP lehnte sein Rentenmodell ab. Man befürchtete damals einen ungebührlichen Ausgabenanstieg, der die Lohnkosten in die Höhe treibt. – Allerdings können diese Voten nicht als gegen das Konzept Wilfrid Schreibers vom Generationenvertrag gerichtet angesehen werden. Schreibers Konzept sah im Gegensatz zur Rentenreform Adenauers eine Gegenfinanzierung der Altersrenten durch „Kindheits- und Jugendrenten“ vor (siehe oben).
Gegenwärtig wird der Ausbau des Kapitaldeckungsverfahren (zum Beispiel „Riesterrente“) als Lösung der Rentenmisere diskutiert, die wissenschaftliche und politische Diskussion um die Vor- und Nachteile der jeweiligen Finanzierungsverfahren ist noch nicht abgeschlossen.
Bei heutiger Kritik am Umlageverfahren wird oft nicht unterschieden zwischen dem von Wilfrid Schreiber vorgeschlagenen Konzept, das eine dynamische Rente für Kinder und Jugendliche einerseits und eine dynamische Altersrente andererseits vorsah und dem von Adenauer verwirklichten Konzept, das sich auf die Altersrente beschränkte. Nach dem Schreiber-Konzept wäre die Altersrente niedriger ausgefallen, was die Finanzierung der Kindheits- und Jugendrente ermöglicht hätte. So war etwa Oswald von Nell-Breuning über Jahrzehnte hinweg einer der schärfsten Kritiker der Rentenreform Adenauers, aber gleichzeitig ein Befürworter des Schreiber-Konzepts.

## Werke
- Existenzsicherheit in der Industriellen Gesellschaft. Bachem, Köln 1955, DNB 454466633.
- Sozialpolitik in einer freien Welt. Fromm, Osnabrück 1961.
- (als Herausgeber): Gesetzliche Krankenversicherung in einer freiheitlichen Gesellschaft. E. Schmidt, Berlin 1963.
- Kindergeld im sozio-ökonomischen Prozess. Kohlhammer, Köln 1964.
- Soziale Ordnungspolitik heute und morgen. Kohlhammer, Köln 1968.
- (zusammen mit Philipp Herder-Dorneich): Einkommensgrenzen und Kassensanierung in der gesetzlichen Krankenversicherung. E. Schmidt, Berlin 1969.
- Ein analytisch-numerisches Gesamt-Modell der Volkswirtschaft als Hilfsmittel der Wachstums-, Konjunktur- und Lohntheorie. Westdeutscher Verlag, Köln 1970.
- (als Herausgeber): Kostenexplosion in der gesetzlichen Krankenversicherung? Wison-Verlag, Köln 1970.
- Zum System sozialer Sicherung. Bachem, Köln 1971.
- (als Mitherausgeber): Arbeitsökonomik. Kiepenheuer & Witsch, Köln 1972, ISBN 3-462-00867-6.
- Sozialpolitische Perspektiven. Bachem, Köln 1972, ISBN 3-7616-0151-4.
- Die Botschaft des sozialen Friedens. Bachem, Köln 1984, ISBN 3-7616-0745-8.

## Belege
1. ↑  Schmähl, Winfried: Alterssicherungspolitik in Deutschland: Vorgeschichte und Entwicklung von 1945 bis 1998. Mohr Siebeck, Tübingen 2018, ISBN 978-3-16-155715-6, S. 225 Fußnote 254.
2. ↑  „Schreiber-Plan“ (PDF; 125 kB) (Memento vom 23. November 2010 im Internet Archive)
3. ↑  Die Seitenangaben beziehen sich nicht auf die Originalschrift, sondern auf den verlinkten Nachdruck des Bundes Katholischer Unternehmer, in dem die Seiten etwas verschoben sind
4. ↑  Generationenvertrag. In: Gabler Wirtschaftslexikon.
5. ↑  Eva Marie von Münch In: Ernst Benda u. a. (Hrsg.): Handbuch des Verfassungsrechts. de Gruyter, Berlin / New York 1994, ISBN 3-11-012279-0, S. 321.
6. ↑  Oswald von Nell-Breuning: Soziale Sicherheit? Herder, Freiburg im Breisgau u. a. 1979, ISBN 3-451-18314-5.

| Personendaten    | Personendaten                                       |
| ---------------- | --------------------------------------------------- |
| NAME             | Schreiber, Wilfrid                                  |
| ALTERNATIVNAMEN  | Schreiber, Wilfried                                 |
| KURZBESCHREIBUNG | deutscher Politologe, „Vater der dynamischen Rente“ |
| GEBURTSDATUM     | 17. September 1904                                  |
| GEBURTSORT       | Brüssel                                             |
| STERBEDATUM      | 23. Juni 1975                                       |
| STERBEORT        | Köln                                                |